# Maximilian II. Erbstollen
Der Maximilian II. Erbstollen (auch König Maximilian II. Erbstollen) ist ein denkmalgeschützter Erbstollen. Sein Mundloch in Grabenholz bei Achthal ist mit Steinquadern ausgemauert und heutzutage verschlossen.

## Geschichte
Der Eisenerzbergbau am Teisenberg begann mit der Gründung der „Eisengewerkschaft Achthal“ am 2. Oktober 1537 durch den Salzburger Erzbischof Kardinal Matthäus Lang von Wellenburg.
Nach den Unterzeichnungen des Pariser Vertrages im Jahr 1810 und des Vertrags von München im Jahr 1816 befanden sich die Betriebe der Gewerkschaft auf bayerischem Boden. Die bayerische Regierung hob die Anerkennung als adelige Gewerkschaft auf. Schlimmere Folgen hatte aber das Exportverbot von Eisen an Österreich, das bisher Hauptabnehmer der Gewerkschaft war. Umgekehrt gab es aber kein Importverbot. Nach einer sehr wechselhaften Zeit Anfang des 19. Jahrhunderts geriet die Gewerkschaft in eine schwierige, finanzielle Lage. Am 28. Juli 1820 wurde auf einer Gewerkenversammlung dann eine Reorganisation der Gewerkschaft durchgeführt, die nun „Gewerkschaft von Achthal und Hammerau“ hieß.
Der Bergbau konzentrierte sich zu dieser Zeit vor allem auf vier Ganglagerstätten bei Neukirchen am Teisenberg, die von 44 Bergleuten abgebaut wurden. Abgebaute Erze wurden in Achthal, zeitweise in Röhrenbach, verhüttet und in Hammerau weiterverarbeitet.
Die neue Satzung von 1820 wurde auf einer Gewerkenversammlung 1823 bestätigt und über die Anlage eines Erzstollens und eines tieferen Erbstollens beraten. Trotz weiterhin hoher finanzieller Belastung blieb die Gewerkschaft in Ausbeute. Nach Vorarbeiten wurde 1842 endgültig die Anlage eines Erbstollens beschlossen, allerdings nicht nach der ursprünglichen Planung. Der Erbstollen sollte jetzt von Achthal aus in 1160 Klaftern gerader Länge das Ulrichflöz treffen und den Fortbestand der ab 1824 entstehenden Karolinenhütte für 200 Jahre sichern.
Der zum Hoffnungsbau gehörende Erbstollen wurde mithilfe von Schießarbeit ab dem 20. Mai 1844 aufgefahren. Er verlief 31 Salzburger Lachter unter dem Christoph-Unterbaustollen. Das bei Auffahrung angefallene Bergematerial Konglomerat wurde teils zu Mühlsteinen verarbeitet.
Ab dem 2. Oktober 1854 trug er offiziell den Namen „König Maximilian II. Erbstollen“, um König Maximilian II. zu ehren.
Am 15. Juli 1855 wurde der Erbstollen eingeweiht. Die Feierlichkeiten fanden bei der Knappen- und Hüttenarbeiterkapelle Maria Schnee statt. Für diesen Anlass wurde eine Eisengussmedaille geprägt.
Am 11. April 1871 erreichte man das Hangende des Ulrichflözes nach einer Entfernung von 2001,3 m. Der Erbstollen wurde in Mauerung gesetzt und erhielt eine Förderbahn, zunächst aus Eichenholz, später aus Gusseisen.
Nur sechs Jahre später geriet die Gewerkschaft wieder in eine tiefe Krise. Nur noch 11 Bergleute arbeiteten in Achthal. Infolge der Aufhebung von Eisenzöllen gab es hohe Abschreibungen und es wurde erstmals über die Auflösung der Gewerkschaft beraten. Es kam in der Folgezeit zu einem neuen Umbau. In Achthal wurde die Roheisengewinnung weiter verringert. Der Betrieb in Neukirchen wurde eingestellt, da man die Grube nun durch den Erbstollen befahren konnte. Kurze Zeit später wurde der Betrieb im Christoph-Unterbaustollen eingestellt und ausschließlich durch den Erbstollen gefördert. Die Zahl von Bergleuten verminderte sich auf 6.
Nach einem kurzen Aufschwung Anfang der 1890er-Jahre, beantragte die Gewerkschaft 1895 ein Darlehen und weitere Maßnahmen bei der bayerischen Regierung, während sie 1898 ein Hypothekendarlehen aufnahm. 1900 wurden sämtliche Gesuche von der bayerischen Regierung abgelehnt.
1901 wurde das Christophflöz mit bedeutenden Erzmitteln angefahren und unerwartete Geldgeber hielten die Gewerkschaft am Leben. Die Werke Hammerau und Käferham wurden 1906 verkauft, führten zur weiteren Verbesserung der finanziellen Situation. Trotzdem wurde insgeheim über eine stille Liquidation gesprochen und man beriet über Fortbetrieb oder Verkauf der Gewerkschaft.
Am 22. November 1919 wurde die „Eisengewerkschaft Achthal-Hammerau-Hohenaschau“ schließlich liquidiert und das Bergwerk vom bayerischen Staat für 375.000 Mark übernommen. 1925 wurde der Bergbau bei Achthal endgültig eingestellt.